# 1930 في أستراليا
فيما يلي قوائم الأحداث التي وقعت خلال عام 1930 في أستراليا.

## سياسة

### تعيين في المنصب
- 17 أبريل – بيل ديني Minister for Local Government ‏، Attorney-General of South Australia [الإنجليزية]‏، Minister of Railways ‏.

### انتهاء فترة المنصب
- 18 سبتمبر – هيربرت فير إيفات عضو الجمعية التشريعية نيو ساوث ويلز.
- 30 أكتوبر – بيل ديني Minister for Local Government ‏.

## رياضة
- 1 يناير – البطولات الأسترالية 1930

## مواليد

### يناير
- 11 يناير – رود تايلور ممثل أسترالي.[1]
- 23 يناير – ميرفين روز لاعب كرة مضرب أسترالي.[2]

### فبراير
- 4 فبراير – أنتوني ماديغان ملاكم أسترالي.

### مارس
- 30 مارس – رولف هاريس[3]

### مايو
- 9 مايو – بوب براون متسابق دراجات نارية أسترالي.

### يونيو
- 9 يونيو – تيري نوريس[4]

### يوليو
- 13 يوليو – جون بيسلي متسابق دراجات أسترالي.

### سبتمبر
- 21 سبتمبر – جاريك أغنيو سبّاح أسترالي.
- 29 سبتمبر – ريتشارد بونينج[5]

### ديسمبر
- 22 ديسمبر – بريل بينروس لاعبة كرة مضرب أسترالية.